# Donatella Ferranti
Donatella Ferranti (Tarquinia, 3 giugno 1957) è una politica e magistrata italiana.

## Biografia
Nata a Tarquinia, in provincia di Viterbo, da genitori entrambi insegnanti, cresce a Tuscania, studia a Viterbo e si laurea in giurisprudenza nel 1979 all'Università degli Studi di Roma "La Sapienza". Il primo lavoro è nell'amministrazione dell'ospedale di Viterbo, quindi nel 1981 partecipa al concorso nazionale per uditori iniziando la carriera in magistratura. Vive a Roma.

### Elezione a deputato
Alle elezioni politiche del 2008 viene eletta alla Camera dei Deputati, nella circoscrizione Lazio 2 nelle liste del Partito Democratico.
Alle elezioni politiche del 2013 viene rieletta deputata nella medesima circoscrizione.
Nella XVII legislatura è stata presidente della 2ª Commissione permanente Giustizia della Camera dei deputati.
Non è più ricandidata alle elezioni politiche del 2018, in quanto esclusa dalle liste del Partito Democratico.

### In Corte di Cassazione
Nel 2018, terminato il mandato parlamentare, viene nominata Giudice presso la Corte di cassazione.

## Vita privata
Sposata, ha due figli.